# Santa Maria del Rosario (Velence)
A Santa Maria del Rosario vagy ismertebb nevén a Gesuati egy templom az olaszországi Velencében. 
A Gesuati rendet IX. Kelemen pápa parancsára 1668-ban feloszlatták, és vagyonukat árverésre bocsátották. Így egy évvel később a szomszédos Visitazione-templom és a mellette álló kolostor a Velencében már a 13. században megtelepedett Domonkos-rend tulajdonába került. A gyarapodó gyülekezet miatt a 18. század második évtizedében úgy döntöttek, hogy egy nagyobb és tekintélyesebb templomot emelnek. A szerzetesek engedélyt kaptak arra is, hogy az építkezés finanszírozásához a város összes vallási és világi közösségétől adományokat gyűjtsenek. Az építkezést 1726-ban kezdték el Giorgio Massari irányítása alatt. A szerzetesek először Andrea Musalo matematikust kérték fel a templom megtervezésére, de az ő munkáját végül nem fogadták el. Ekkor bízták meg Massarit, akinek ez volt az első jelentős alkotása Velencében. Az alapkövet május 17-én rakták le Marco Gradenigo pátriárka jelenlétében. Ezután a munkálatok gyors ütemben folytak, 1735-ben a templom tető alá került és ekkorra már a harangtornyok is elkészültek. Massari tervezte a templom berendezését is, így a mindössze egy évtized alatt elkészült épület teljesen egységes stílusú. A templom berendezési tárgyai közül csak néhány, az oltárokra helyezett festmény származik más korból, amelyek így nem veszélyeztetik az épület harmóniáját.

## A templom külseje és felépítése
Massari az épület tervezésekor a szerényebb méretű Santa Maria della Fava-templomot vette alapul, amelyet Antonio Gaspari kezdett el építeni 1705-ben majd halála után Massari fejezte be. Innen származik a templom négyszögletes alaprajza, a templomhajó boltozatának diadalív jellege, valamint a kápolnák között elhelyezett féloszlopok és domborművek. Ezek az elemek korábban már megjelentek az Andrea Palladio által épített Redentore templomon is. A belső tér a kétoldalt egymásba nyíló kápolnák sorával és a főoltár mögött felállított kórussal szintén a Redentore templomot idézi. Az épületet egyetlen, a sarkain lekerekített templomhajó, kétoldalt három-három, folyosóval összekötött oldalkápolna, egy ellipszis formájú kórus és a lanternával fedett szentély alkotja. A homlokzat kialakításakor Massarinak figyelembe kellett vennie a templom környezetét, főleg a látótávolságban lévő San Giorgio Maggiore és Redentore templomokat, és velük harmonizáló épületet kellett kialakítania. A homlokzatot négy korinthoszi oszlop osztja három részre, amelyek a timpanont tartják. Az egyszerű, megemelt, márványkeretbe foglalt bejáratot kétoldalt szoborfülkék szegélyezik. A fülkékben a négy sarkalatos erény szobrait helyezték el, az Okosság alakját Gaetano Susali, az Igazságosságét Giovanni Bonazza, az Állhatatosságét Giuseppe Torretti a Mértékletességét pedig Alvise Tagliapietra faragta. A kupola mellett emelkedő két keskeny harangtorony szintén a Redentore templom tornyaira emlékeztet.

## A belső tér

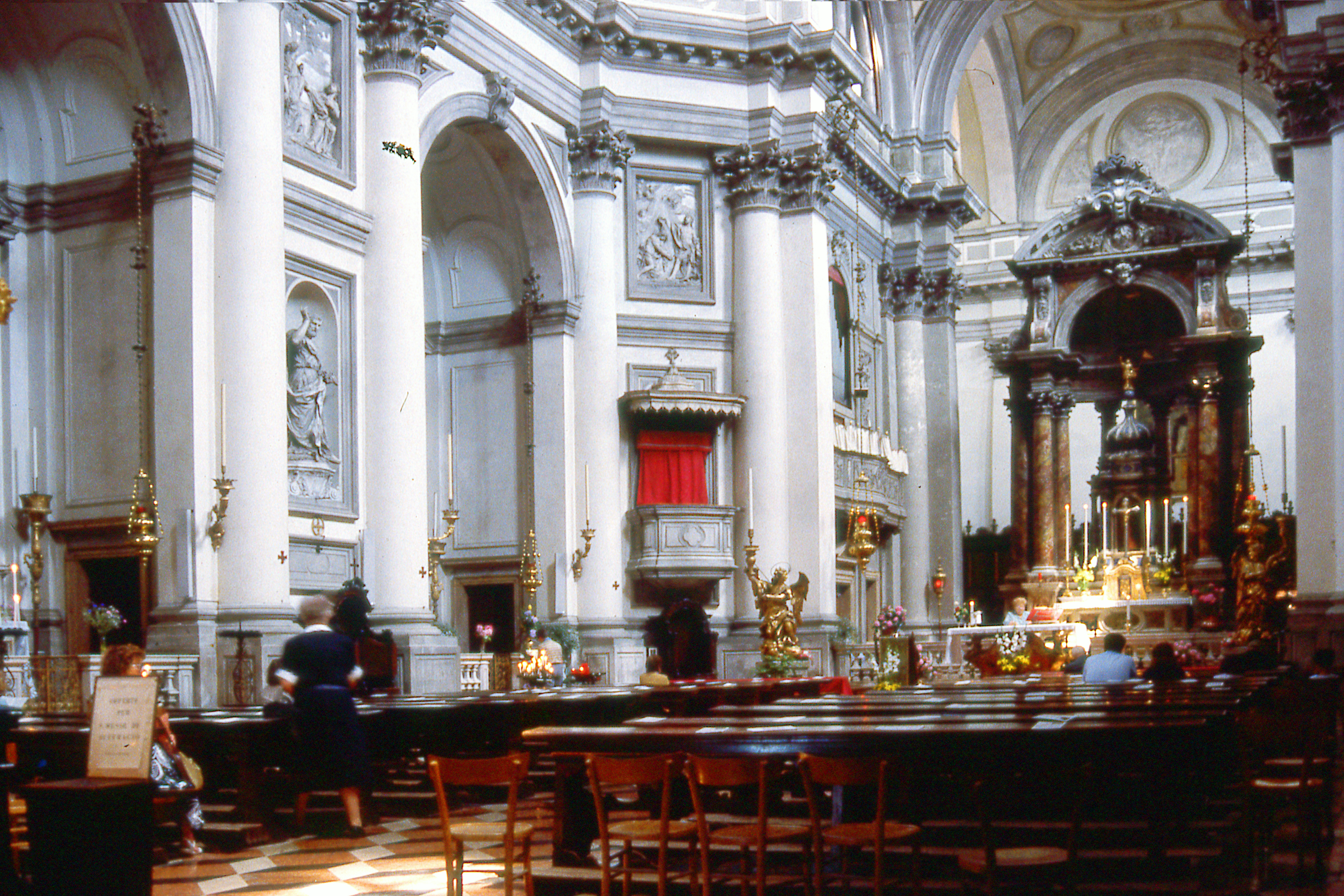
Az egyhajós belső tér

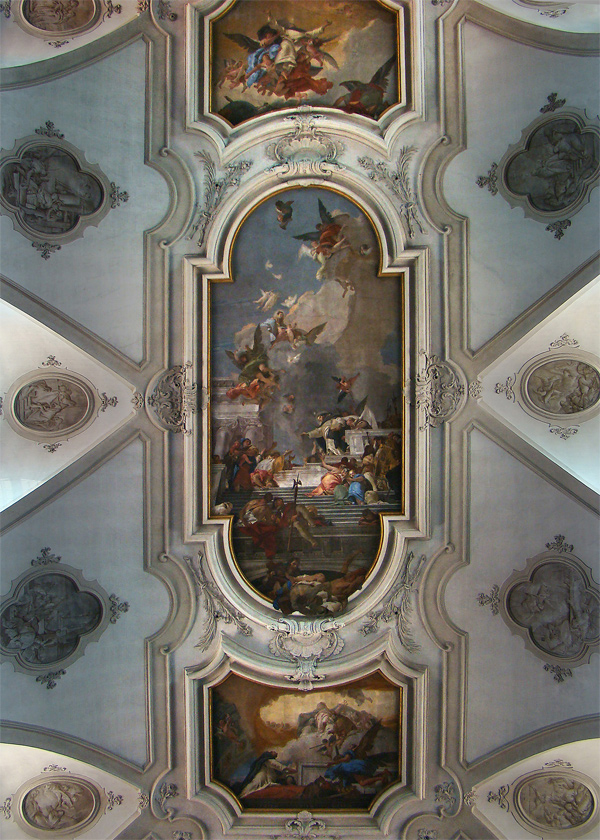
A mennyezet Giambattista Tiepolo festményeivel

A belső tér harmonikusan egyesíti a klasszicista és rokokó elemeket. A kápolnák között a falba épített féloszlopok fokozzák a belső tér monumentalitását. A közöttük lévő teret domborművekkel és fülkékben álló szobrokkal díszítették. A nyolc dombormű Krisztus életéből vett jeleneteket, a szobrok Szent Pétert, Szent Pált, pátriárkákat és főpapokat ábrázolnak. A szobrokat és a domborműveket a velencei rokokó szobrászat legnagyobb mestere Gian Maria Monlaiter faragta, aki többször is dolgozott együtt Massarival. A monumentális főoltár Massari tervei alapján szintén Monlaiter műve. Az oltáron a lazúrkőből készült tabernákulumot féloszlopok keretezik, az oszlopokat félkörív alakú timpanon köti össze. A templom tervezésekor Massari kiemelt figyelmet fordított a főoltár megvilágítására, amely a kupoladobon kialakított széles ablakokon keresztül kap fényt. A templomban látható festmények és berendezési tárgyak a szerzetesek minden részletre kiterjedő utasításai alapján készültek. Az íves vonalakkal felosztott rokokó mennyezetet Giambattista Tiepolo freskói díszítik. A festmények 1737 májusa és 1739 októbere között készültek. A művésznek a festmények készítésekor figyelembe kellett vennie a Domonkos-rendi ikonográfusoktól kapott utasításokat. A szerzetesek a rózsafüzér imádását kívánták ábrázoltatni, ezenkívül a rend dicsőségét és érdemeit akarták ünnepelni. A művésznek a legkisebb részlettel kapcsolatban is alkalmazkodnia kellett a megbízók elvárásaihoz, ezt tükrözi, hogy a mennyezet közepén látható festményhez három vázlatot is készített, mire megkapta az engedélyt a kivitelezésre. A mennyezeten a főoltár felé eső oldalon a  Szűz Mária megjelenik Szent Domonkosnak, középen a Szent Domonkos megkapja a rózsafüzért a Madonnától, a bejárat felé eső oldalon a Szent Domonkos megdicsőülése című festmény látható. Az első festményen Tiepolo néhány kortárs szerzetest is megjelenített a rend elöljárói közül, főleg azokat akik, a templom építésében is jelentős szerepet játszottak. A középső képen a dózse, Alvise Pisani és Velence pátriárkája ismerhető fel. A mennyezeten elhelyezett tizenhat monokróm kép egy kivételével a Rózsafüzér tizenöt misztériumát ábrázolja, az utolsó képen puttókat jelenítettek meg. Ezek a képek csak részben Tiepolo munkái, elkészítésükhöz segédei is hozzájárultak, akik közül Francesco Zugno és Francesco Lorenzi hozzájárulását tudták azonosítani. A festmények így is egységesek, a művészek munkáit alig lehet megkülönböztetni, így a segédek feltehetően Tiepolo közvetlen felügyelete alatt dolgoztak. Szintén Tiepolo festette a szentély freskót, a mennyezeten a négy evangelista, a karzat fölött a hárfán játszó Dávid király és a Szentháromság, a csengelyeken négy próféta, Ezékiel, Ézsaiás, Dániel és Jeremiás látható.

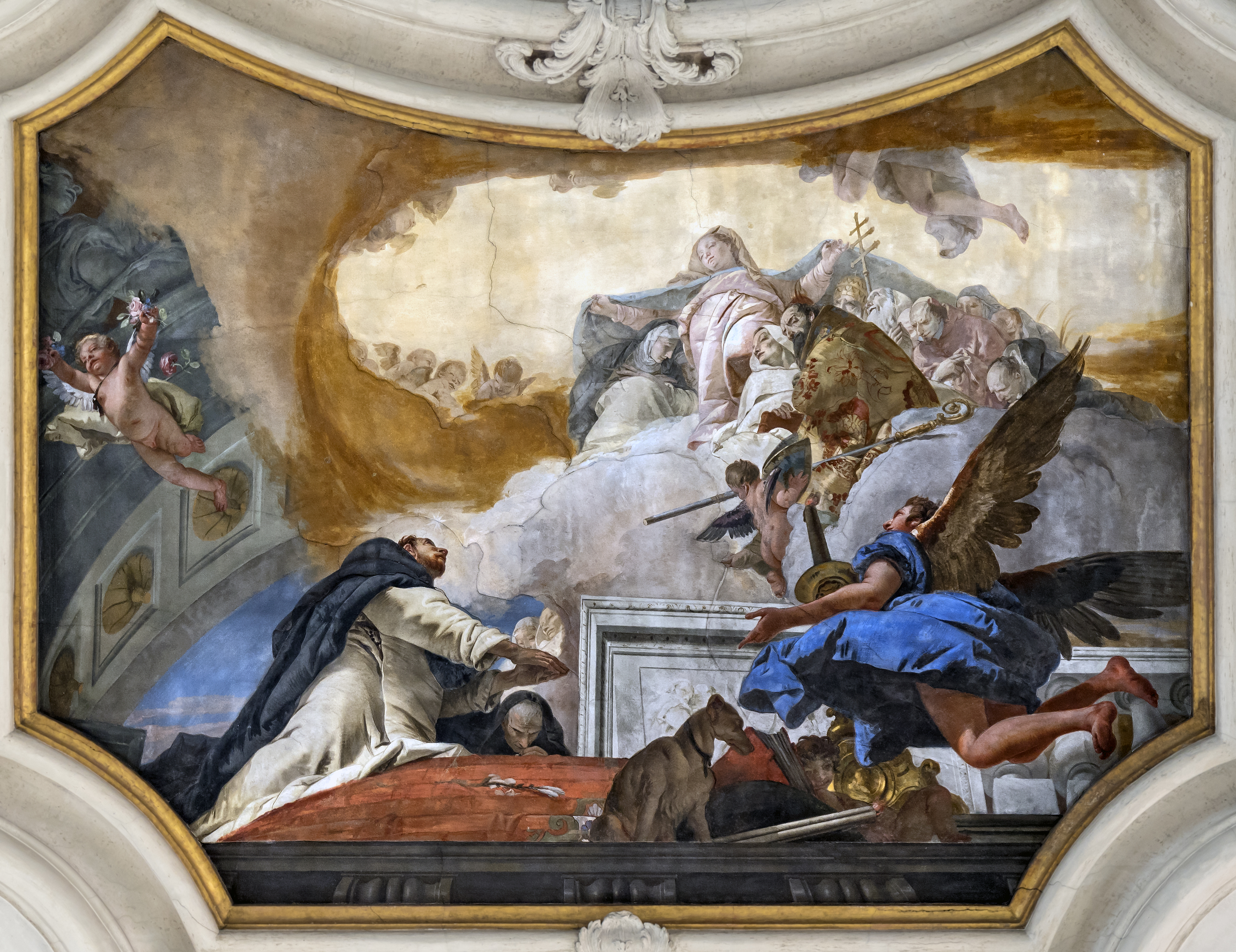
Giambattista Tiepolo: Szűz Mária megjelenik Szent Domonkosnak
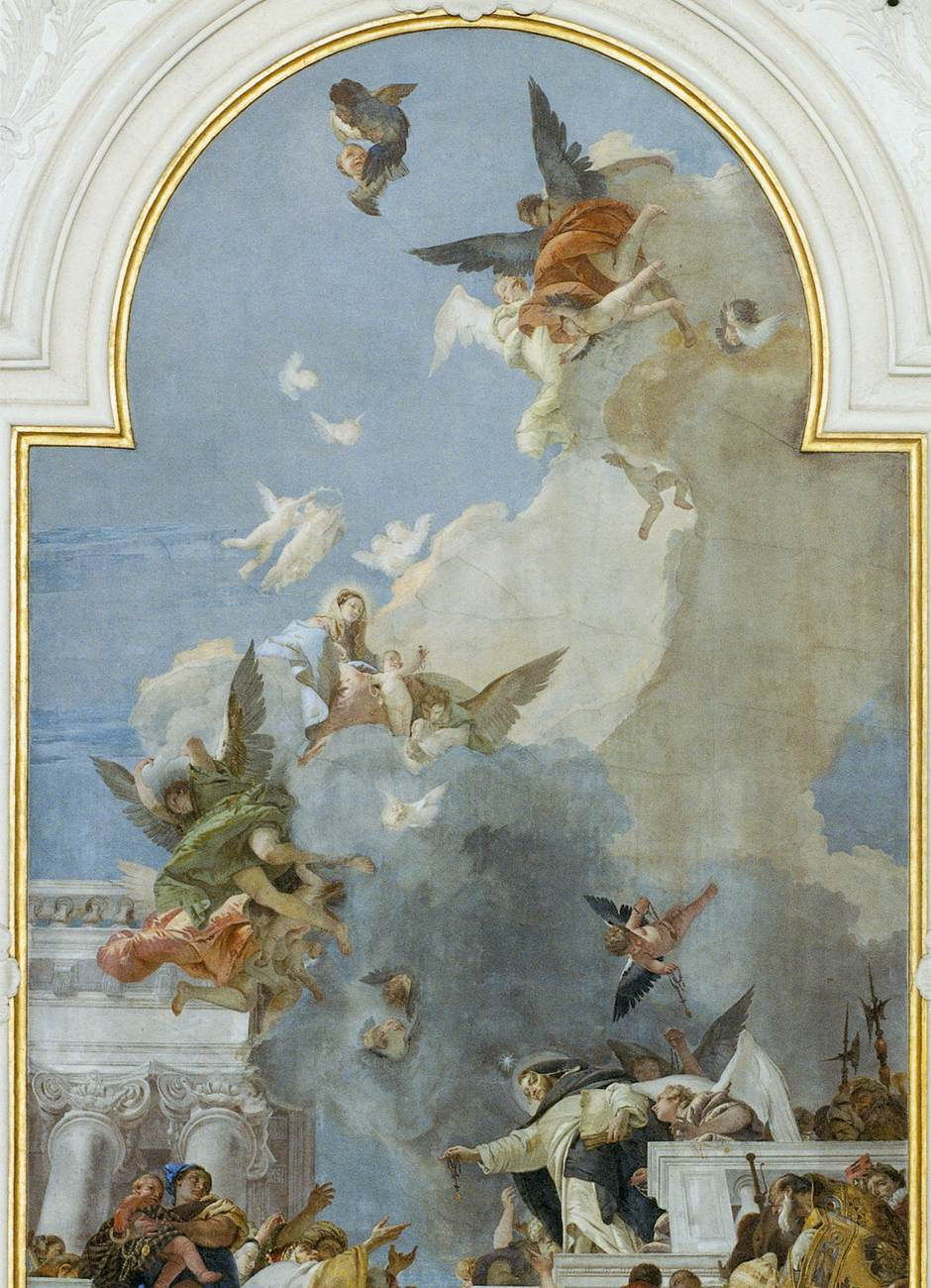
Giambattista Tiepolo: Szent Domonkos megkapja a rózsafüzért a Madonnától
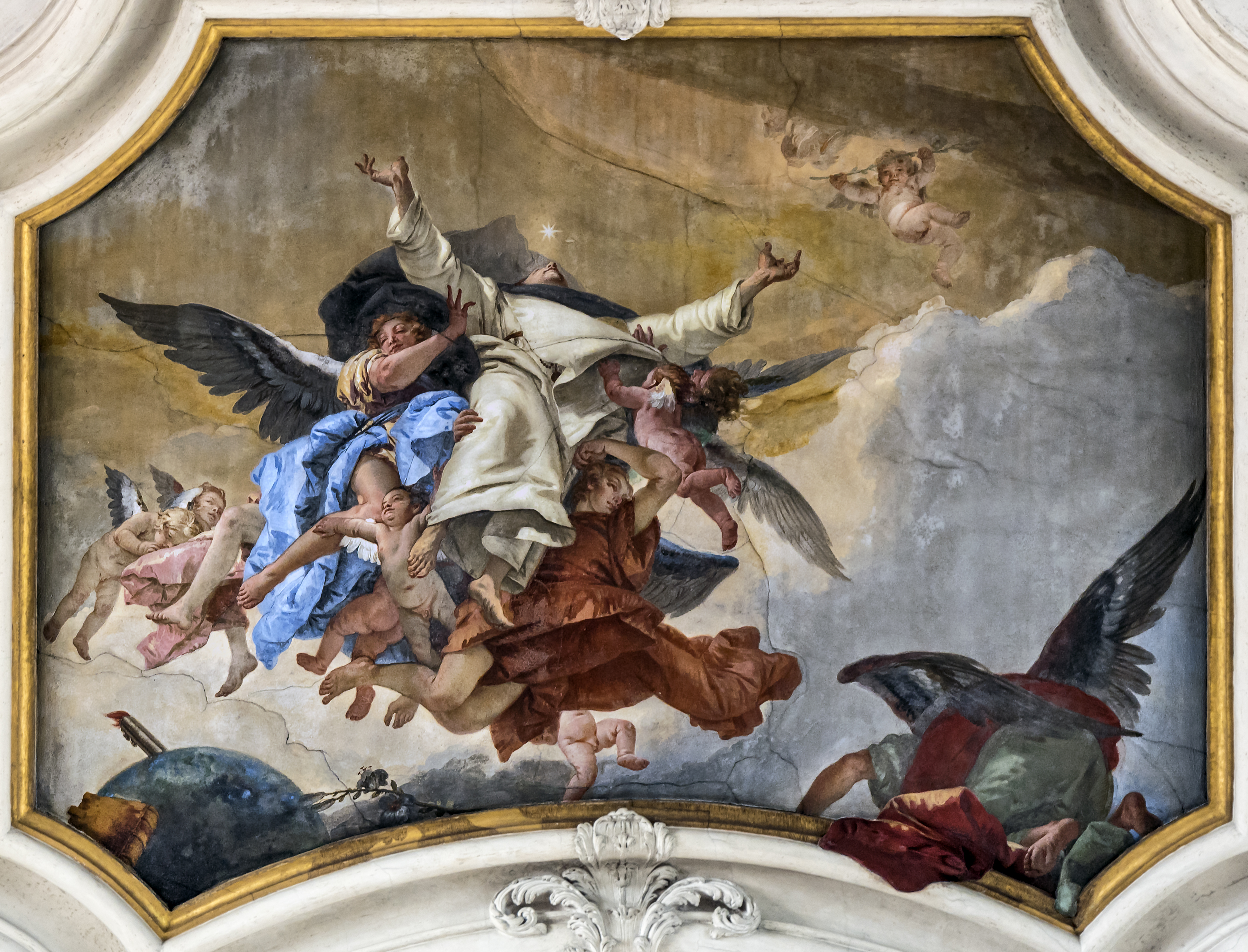
Giambattista Tiepolo: Szent Domonkos megdicsőülése

### A kápolnák
A jobb oldalon álló első kápolna oltárát is Giambattista Tiepolo képe díszíti, a Szűz Mária átadja a Gyermeket Limai Szent Rózának, Sienai Szent Katalinnak és Montepulcianói Szent Ágnesnek. Tiepolo a megbízást közvetlenül azután kapta, hogy befejezte a mennyezet képeit. Az oltárkép csak 1748-ban készült el, feltehetően azért, mert a művész akkor már annyi felkérést kapott, hogy nem tudta mindet azonnal teljesíteni. A festmény Tiepolo egyik legelismertebb alkotása. Jellegzetessége, hogy egyfajta visszalépés a festő korábban készült műveihez, amelyekre nagy hatást gyakorolt Giambattista Piazzetta művészete. Ennek az lehet az oka, hogy mellette álló két másik kápolnában Piazzetta képeivel díszítették az oltárokat, így Tiepolo arra törekedhetett, hogy a kápolnák díszítése egységes legyen. A második kápolnában az oltáron Piazzetta képe a Szent Domonkos képmása 1743-ban készült, a harmadik kápolna 1738-ban festett oltárképén Bertrán Szent János, Ferrer Szent Vince és Szent Jácint alakja látható. A második kápolna domborművét az Angyalok dicsőségét Gian Maria Monlaiter faragta 1739-ben.
A bal oldali első kápolna oltárán Sebastiano Ricci 1733-ban befejezett képe domonkos-rendi szenteket jelenít meg, Aquinói Szent Tamást, Szent Péter vértanút és V. Pius pápát. A festményt a szerzetesek még azelőtt megrendelték (1730-ban), hogy a templom szerkezete elkészült, jelenlegi helyére csak 1745-ben került. V. Pius pápa képmása a bejárat fölötti lunettában is látható, ahol Giambattista Tiepolo ábrázolja a Lepantói győzelem látomása című freskón. A freskón a térdelő pápának egy angyal hozza a törökök elleni 1571-es győztes csata hírét. A második kápolnában Antonio Bosa 1836-ban készült neoklasszicista oltáképe látható a Rózsafüzéres Madonna. A harmadik kápolnában 1743-ban helyezték az oltárra Tintoretto Keresztrefeszítés című képét, amely eredetileg a szomszédos Visitazione-templomban volt.

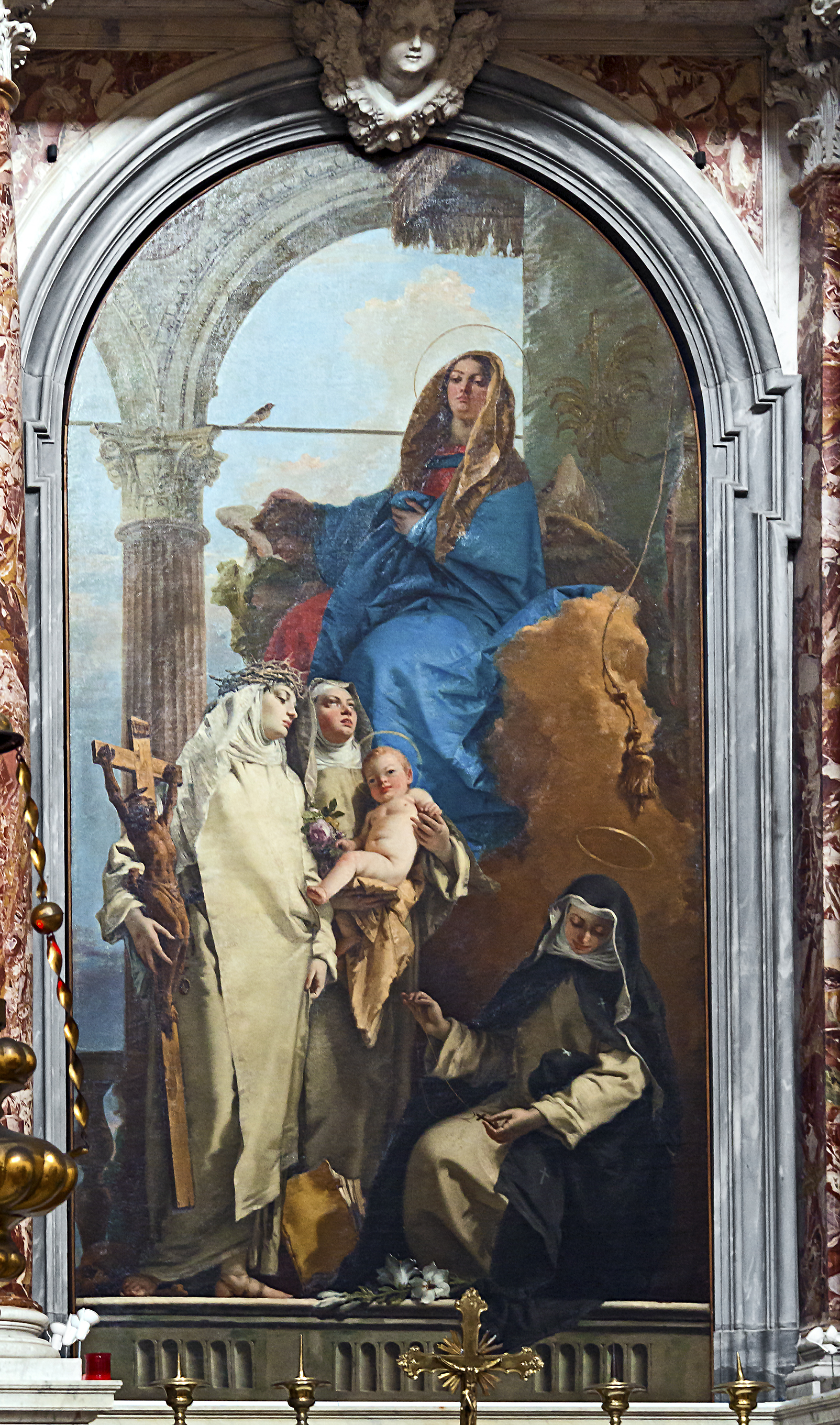
Giambattista Tiepolo: Szűz Mária átadja a Gyermeket Limai Szent Rózának, Sienai Szent Katalinnak és Montepulcianói Szent Ágnesnek
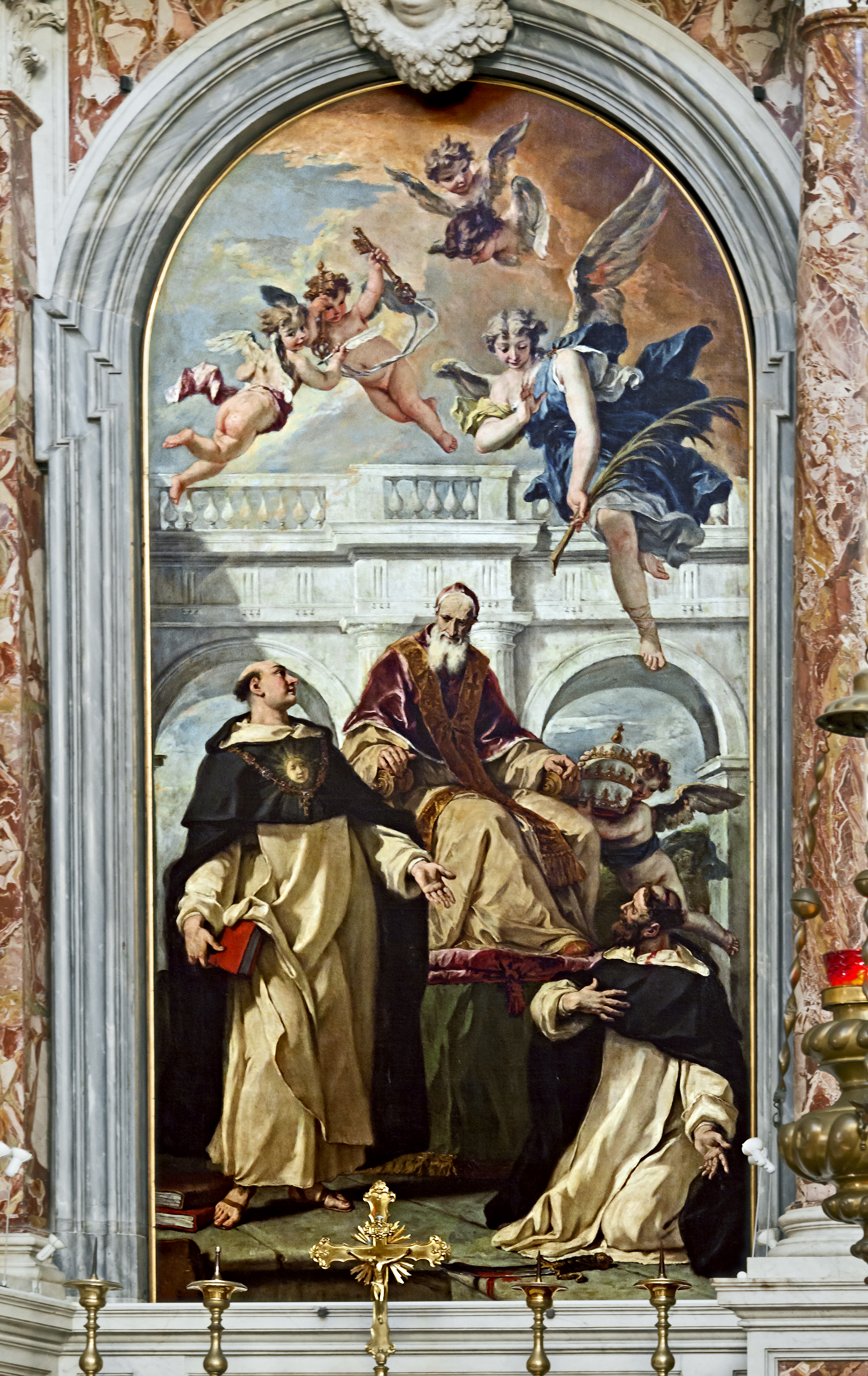
Sebastiano Ricci: Aquinói Szent Tamás, Szent Péter vértanú és V. Pius pápa
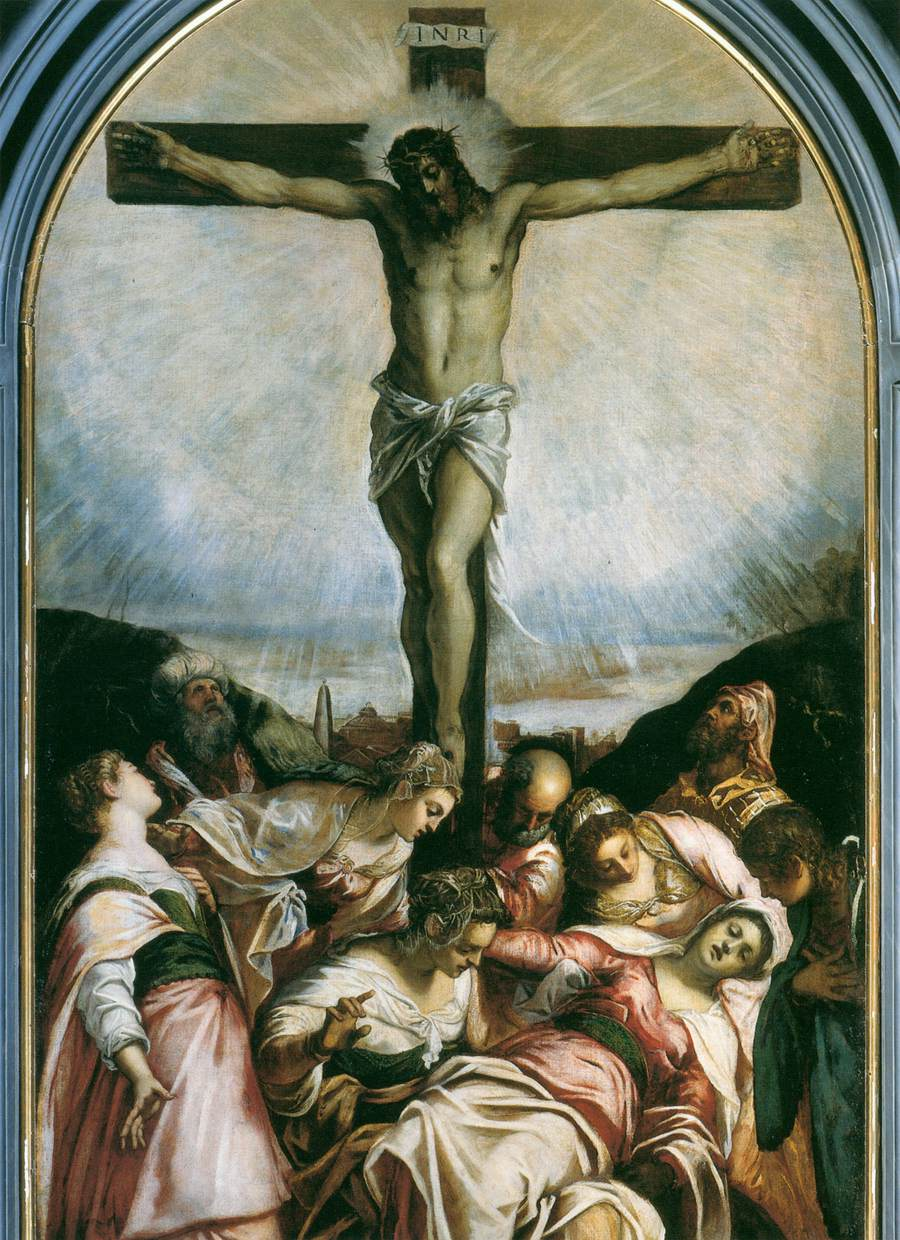
Jacopo Tintoretto: Keresztrefeszítés